# Heiligenkreuz (Dolna Austria)
Heiligenkreuz – gmina w Austrii, w kraju związkowym Dolna Austria, w powiecie Baden. Według danych Austriackiego Urzędu Statystycznego liczyła 1 536 mieszkańców (1 stycznia 2014).